# Elaeocarpus medioglaber
Elaeocarpus medioglaber är en tvåhjärtbladig växtart som beskrevs av François Gagnepain. Elaeocarpus medioglaber ingår i släktet Elaeocarpus och familjen Elaeocarpaceae. Inga underarter finns listade i Catalogue of Life.